# Lothaire Bluteau
Lothaire Bluteau (Mont-real, 14 d'abril de 1957) és un actor canadenc que actua en francès i anglès. Bluteau ha treballat en teatre, cinema i televisió a tot el Canadà i internacionalment. Va abandonar la medicina per al teatre i es va destacar per primera vegada per la seva actuació com a jove amb problemes mentals a Les Fous de Bassan d'Yves Simoneau (Les Fous de Bassan). Després de rebre un gran reconeixement com protagonisme a la versió escènica de Being at Home with Claude, va guanyar el premi Genie al millor actor per la seva interpretació a Jésús de Montréal de Denys Arcand, nominada a l'Oscar. Des de llavors ha aparegut a Black Robe i Secrets de confessió de Robert Lepage, i els seus crèdits internacionals inclouen Orlando (1992) i Jo vaig disparar a l'Andy Warhol (1996).
Va tenir un paper recurrent a la tercera temporada de la sèrie de televisió 24 com el personatge de Marcus Alvers. A la quarta temporada de Els Tudors, va interpretar a Charles de Marillac, l'ambaixador francès a la cort del rei Enric VIII. El juliol de 2014, es va anunciar que havia estat seleccionat a la sèrie Vikings d'History Channel com el rei de França del segle IX, Carles el Calb.

## Premis i reconeixements
Bluteau va guanyar el premi Genie de 1990 a la millor interpretació d'un actor principal pel seu treball a Jésus de Montréal i va ser nominat per al mateix premi l'any 1996 pel seu treball a la pel·lícula Secrets de confessió (Le Confessionnal). Va ser nominat al premi AFI al millor actor pel seu treball a Black Robe.
Bluteau va guanyar el premi al millor actor al Festival Internacional de Cinema de Gijón de 1997 pel seu treball a Bent.

## Filmografia seleccionada
- Les Fils de la liberté, 1980 (TV)
- Jeune délinquant, 1980 (sèrie de televisió, 3 episodis)
- Rien qu'un jeu, 1983
- Un Gars d'la place, 1983
- Les Années de rêves, 1984
- Les Enfants mal aimés, 1984
- Un Gars d'la place, 1985
- Sonia, 1986
- Miami Vice, 1986 (sèrie de televisió, 1 episodi)
- Les Fous de Bassan, 1987
- La Nuit avec Hortense, 1987
- Bonjour Monsieur Gauguin, 1988
- Mourir, 1988
- La Nuit avec Hortense, 1988
- Jésus de Montréal, 1989
- Black Robe, 1991
- The Persistence of Memory, 1991
- Orlando, 1992
- The Silent Touch, 1992
- Mrs. Arris va a París, 1992 (pel·lícula de televisió)
- Secrets de confessió (Le Confessionnal), 1995
- Other Voices, Other Rooms, 1995
- Jo vaig disparar a l'Andy Warhol, 1996
- Nostromo, 1997 (minisèrie de televisió, 4 episodis)
- Bent, 1997
- Conquest, 1998
- Animals with the Tollkeeper, 1998
- Shot Through the Heart, 1998 (pel·lícula per a televisió)
- Senso únic, 1999
- Law & Order: Special Victims Unit, 1999 (sèrie de televisió, 1 episodi, "Sophomore Jinx", professor James Henri Rousseau)
- Restless Spirits, 1999 (pel·lícula per a televisió)
- Urbania, 2000
- Oz, 2000 (sèrie de televisió, 1 episodi)
- Solitude, 2001
- Law &amp; Order: Criminal Intent, 2001 (sèrie de televisió, 1 episodi, "Enemy Within", Richard Zainer)
- Dead Heat, 2002
- Snow Dogs, 2002 - Mack
- Julie Walking Home, 2002
- Law & Order: Special Victims Unit, 2003 (sèrie de televisió, 1 episodi, "Pandora", Erich Tassig)
- On Thin Ice, 2003 (pel·lícula per a televisió)
- 24, 2004 (sèrie de televisió, 5 episodis)
- Gérald L'Ecuyer: A Filmmaker's Journey, 2004 (pel·lícula per a televisió)
- Third Watch, 2004 (TV, 1 episodi)
- Desolation Sound, 2005
- Law &amp; Order: Trial by Jury, 2006 (sèrie de televisió, 1 episodi, "Eros in the Upper Eighties", Andres Voychek)
- Disappearances, 2006
- Walk All Over Me, 2007
- Race to Mars (minisèrie de televisió, 2 episodis)
- The Funeral Party, 2007
- The Tudors, Charles de Marillac, 2007–2010 (sèrie de televisió)
- L'Enfant prodige, 2010
- Missing, 2012 (sèrie de televisió, 1 episodi)
- Rouge sang, 2013[3]
- Law & Order: Special Victims Unit, 2014 (sèrie de televisió, 1 episodi, "Gambler's Fallacy", Anton Nadari)
- Vikings, 2015–2016 (TV, 13 episodis)
- Regression, 2015
- Criminal Minds: Beyond Borders, 2016 (TV, 1 episodi)

## Crèdits teatrals seleccionats
- The Resistible Rise of Arturo Ui (National Actors Theatre/The Michael Schimmel Center for the Arts at Pace University, Nova York, 2002)
- The Cherry Orchard (Mark Taper Forum, Los Angeles, 2006), Gaev